# 阳曲县
阳曲县是中国山西省太原市所辖的一个县。总面积为2062平方公里，县人民政府駐黄寨镇。

## 行政区划
阳曲县下辖4个镇、6个乡：
黄寨镇、大盂镇、东黄水镇、泥屯镇、高村乡、侯村乡、凌井店乡、西凌井乡、杨兴乡和中心镇。
名勝古蹟：
- 不二寺：原在北留鄉小直峪村口，現已全部遷往縣博物館並重新修葺。

- 三藏寺： 又名大安寺，位於岔上鄉萬壽山山腰，傳說唐三藏曾路經此寺，故名。

## 人口
第七次全国人口普查数据显示：2020年，全县常住人口128483人，其中：男性68387人，女性60096人，人口性别比113.8，即每100位女性对应113.8名男性。 其中，城镇常住人口68528人，农村常住人口59955人。 城镇化率为53.34%。
2022年，全县总人口为12.75万人。

## 交通
- 铁路：大西高速铁路阳曲西站，同蒲铁路阳曲站
- 公路： 208国道过境。